# Francis Pegahmagabow
Francis Pegahmagabow (nome nativo Binaaswi, Vento che spazza via; Parry Sound, 9 marzo 1891 – Parry Sound, 5 agosto 1952) è stato un militare, politico e attivista nativo americano residente in Canada.
Appartenente al popolo degli Ojibway-Anishinaabe, allo scoppio della prima guerra mondiale si arruolò nell'esercito canadese. Inviato sul fronte occidentale, si distinse presto come formidabile cecchino, sopravvivendo alle battaglie più sanguinose del conflitto (Ypres, la Somme, Passchendaele). Alla fine della Grande Guerra aveva accumulato 378 uccisioni accertate, risultando così il miglior tiratore scelto in assoluto del conflitto. È anche il canadese indigeno con più decorazioni militari di sempre, avendo conseguito segnatamente la Military Medal con due barre.
Tornato in Canada, divenne un politico e attivista per i diritti dei nativi delle Prime nazioni. In più occasioni rivestì il ruolo di capotribù della riserva da cui proveniva, scontrandosi a più riprese col governo del Canada riguardo l'amministrazione delle riserve stesse e il trattamento degli indiani. Fino alla morte nel 1952 Pegahmagabow si distinse quindi come una delle guide principali per l'emancipazione dei nativi canadesi, assurgendo a simbolo della lotta per i loro diritti civili. La vita di Pegahmagabow ha per questo ispirato monumenti, romanzi e canzoni.

## Biografia

### Origini e formazione
Francis Pegahmagabow nacque il 9 marzo 1891 nel villaggio di Nobel vicino a Parry Sound, in una famiglia di nativi Ojibway appartenente al clan del Caribù. Il padre, il capotribù Michael Pegahmagabow, morì nel 1894 a causa di una malattia mortale sconosciuta ma contagiosa; la madre, Mary Contin, a sua volta contagiata, per salvaguardare la salute del figlio (anche lui contagiato ma guarito) si trasferì in un'altra riserva indiana, lasciando il piccolo alle cure di uno zio del padre, Peter Pamagewong. Il consiglio degli anziani della riserva decise tuttavia poco dopo di affidare il bambino ad un capo anziano, Noah Nebimanyquod, già patrigno del genitore. La sua infanzia fu travagliata: cambiò spesso famiglia ospitante e si stabilì infine presso un certo Frank Kewaquendo.
Rimasto orfano, crebbe nella riserva indiana di Shawanga presso i nativi Anishinaabe, apprendendo lo stile di vita tradizionale dei nativi canadesi fatto di caccia, pesca e utilizzo della medicina popolare. Non ebbe un'educazione formale e già dai dodici anni cominciò a lavorare occasionalmente come boscaiolo e pescatore. Tornò a Parry Sound solo nel 1911, quando cominciò la sua istruzione scolastica vera e propria. Vistosi rifiutato l'aiuto finanziario del consiglio degli anziani del villaggio, riuscì ad ottenere una borsa di studio dall'agente governativo Walter Lockwood Haight, grazie alla quale poté permettersi degli studi regolari, dimostrandosi particolarmente versato nella musica, specialmente nel suonare la tromba. Negli anni precedenti il primo conflitto mondiale, lavorava come vigile del fuoco per il Dipartimento della Marina canadese e per un periodo prestò anche servizio come marinaio sulla nave Lambton addetta alla manutenzione dei fari dei Grandi Laghi, poi scomparsa nel 1922 durante una tempesta con tutto l'equipaggio.
Di personalità focosa e irruenta, Pegahmagabow spesso litigava con i suoi compagni della riserva, tanto da essere definito un "ruvido individualista". Era comunque ammirato per la sua animosità nei confronti delle autorità canadesi, sia locali che nazionali, di cui disapprovava fortemente i metodi di gestione delle riserve indiane. Nonostante parlasse perfettamente inglese, era madrelingua ojibwe. Dotato di una forte spiritualità, a livello religioso praticava un sincretismo tra cattolicesimo e animismo degli Anishinaabe. Di salute cagionevole durante l'infanzia, dimostrò invece una robusta costituzione in età adulta grazie ad un costante esercizio fisico, riprendendosi anche dalla febbre tifoide che l'aveva colpito nel 1913. Curato da un locale ospedale gestito da religiosi, per sdebitarsi delle cure ricevute, operò alcune donazioni in favore dell'istituto.

### Prima guerra mondiale
All'epoca a Parry Sound aveva sede il 23º Reggimento di Fanteria del Canada che, allo scoppio della prima guerra mondiale e alla dichiarazione di guerra del Regno Unito all'impero tedesco, cominciò subito a mobilitarsi, incoraggiando i locali ad arruolarsi. La stirpe di Pegahmagabow vantava una lunga tradizione guerriera fin dagli inizi del XIX secolo, per cui il giovane si arruolò il 13 agosto 1914 nell'esercito canadese, nonostante l'iniziale riluttanza del governo nell'armare gli indigeni che, secondo le leggi all'epoca vigenti, non godevano nemmeno della cittadinanza. Venne inviato sul fronte occidentale col corpo di spedizione canadese già nel settembre 1914, inquadrato sempre nel 23º Reggimento di Fanteria (poi accorpato nella 1ª Divisione Canadese). Ritenuto ancora non pronto al combattimento per lo scarso addestramento, fu mandato in Inghilterra nell'ottobre seguente a bordo del transatlantico Laurentic, rimanendo nei mesi successivi nel campo di addestramento di Salisbury Plain presso Stonehenge. Pegahmagabow soffriva molto l'inattività, e scrisse una lamentela all'agente indiano di Parry Sound riguardo ai mesi trascorsi in addestramento in Inghilterra.

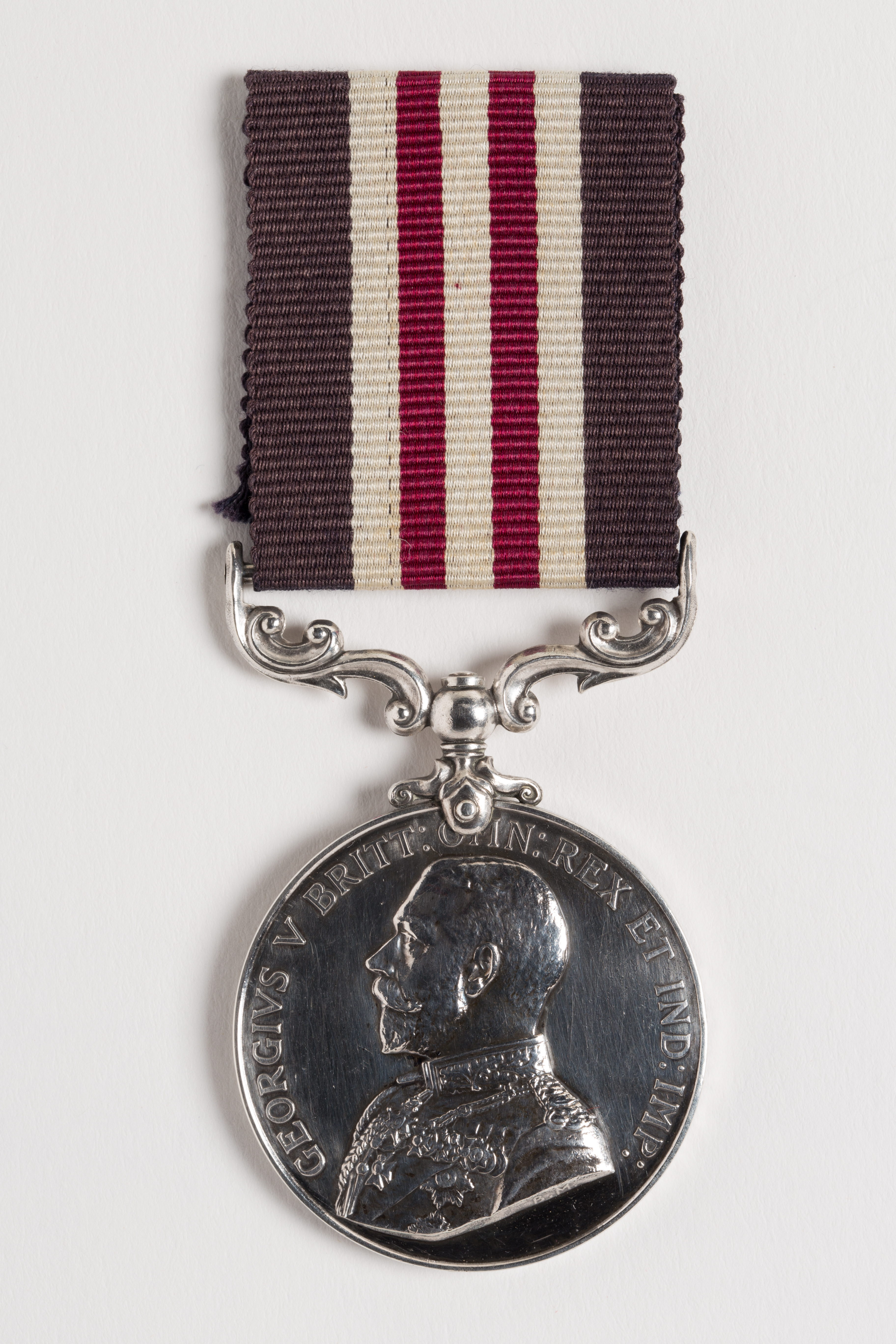
Francis Pegahmagabow fu uno dei pochi militari ad essere stati insigniti della Military Medal con due barre

I canadesi tornarono in Francia nel febbraio 1915, venendo subito impegnati in combattimento. Soprannominato dai compagni "Peggy", fin da subito si distinse per coraggio e intraprendenza, divenendo esploratore e soprattutto tiratore scelto grazie alla sua mira eccezionale. Il primo grande scontro a cui prese parte fu la seconda battaglia di Ypres della primavera 1915, dove sopravvisse ai primi attacchi con gas tossici a base di iprite lanciati dai tedeschi. Per il coraggio dimostrato a Ypres, fu subito promosso vice caporale.
Durante la guerra Pegahmagabow acquisì la fama di temibile cecchino. Riconoscendogli una grande abilità nel combattimento, i suoi superiori gli garantirono totale autonomia decisionale: Pegahmagabow poteva quindi appostarsi durante la notte nella terra di nessuno, mimetizzarsi nel fango e attendere anche per molte ore o giorni l'arrivo di esploratori e truppe in avanscoperta nemiche, che procedeva a neutralizzare con singoli colpi mirati. Tale efficienza risultò motivante per i suoi compagni di reggimento portandoli a combattere meglio, tanto che di solito le unità in cui prestava servizio Pegahmagabow erano tra quelle col miglior rendimento impiegate dallo schieramento alleato. Come portafortuna aveva con sé una borsa medicinale indigena donatagli da un anziano, mentre insegnò ai commilitoni a masticare rametti secchi per calmare l'ansia. Di solito per le sue azioni utilizzava un fucile Ross semplice senza mirino.
Nella battaglia del monte Sorrel del giugno 1916, nonostante la poca importanza dello scontro nel quadro più ampio del fronte occidentale, Pegahmagabow e i suoi commilitoni riuscirono a catturare 300 soldati nemici con un attacco a sorpresa alle trincee tedesche. Nella successiva battaglia della Somme venne ferito a una gamba da un proiettile e dai frammenti di una granata, ma si riprese e tornò presto a combattere. Per la sua attività di portaordini durante la battaglia, ricevette per la prima volta la Military Medal. Mentre era ancora convalescente e un suo ritorno al fronte non era sicuro, si appellò alle autorità britanniche pregandole di dimetterlo il prima possibile poiché ansioso di tornare a combattere. Le sue ferite erano di una certa gravità e i medici militari ritenettero di dovergli amputare una gamba, cosa che però infine non avvenne, permettendo un suo rientro in guerra.
In seguito, partecipò  alla battaglia di Passchendaele dove, grazie alla sua guida capace, la sua compagnia subì perdite minime, mentre il resto dello schieramento alleato soffrì perdite pesantissime. Per la sua condotta efficace ed esemplare, gli venne conferita la prima barra della Military Medal. Gli sforzi bellici tuttavia indebolirono la sua salute, e nel dicembre 1917 contrasse la polmonite, resa più pericolosa per lui dai danni riportati ai polmoni in seguito ai ripetuti attacchi tedeschi con gas tossici a cui era sopravvissuto, e che gli diedero problemi per il resto della vita.
Tornato a combattere, partecipò alla battaglia di Amiens dell'agosto 1918, in seguito alla quale, per il coraggio dimostrato, ottenne la seconda barra sulla sua Military Medal (anche se la documentazione sul secondo conferimento pare essere imprecisa e le esatte circostanze che portarono alla sua attribuzione non sono chiare). Partecipò anche alla seconda battaglia della Somme e terminò il conflitto col grado di caporale (anche se alcuni documenti dell'epoca lo definiscono "sergente maggiore di compagnia"). Alla fine dell'ottobre 1918 fu congedato dal fronte e rimandato in Inghilterra, dove gli venne diagnosticato un esaurimento nervoso.
Alla fine della guerra, che aveva combattuto per intero, risultava il soldato nativo americano maggiormente decorato, insignito della Military Medal con due barre (allora tra le onorificenze militari più prestigiose, tanto che solo 38 canadesi riuscirono ad ottenerla). Gli furono attribuite anche la British War Medal, la 1914-15 Star e la medaglia interalleata della vittoria. Con l'accredito di almeno 378 nemici uccisi era anche il cecchino più capace della Triplice intesa e del primo conflitto mondiale.

### Il dopoguerra come capotribù
Tornato in Canada e ristabilitosi nella natia Parry Sound nel 1919, divenne un membro importante e rispettato della locale comunità indiana sulla prospiciente isola di Parry, sede della riserva, tanto da esserne eletto più volte capotribù. Abbandonato l'esercito, si arruolò nella milizia locale, addestrando quindi i giovani nativi americani alla guerra. Grazie alla gloria bellica e all'importanza della sua famiglia (sia il padre che il nonno erano stati capitribù di Parry Island), Pegahmagabow assurse presto al ruolo di membro di spicco della riserva indiana. Per i suoi meriti bellici ricevette una pensione di guerra, in seguito aumentata per le sue precarie condizioni di salute, anche se spesso, essendogli elargita dal governo canadese, era sovente minacciato di revoca della stessa. Nell'agosto 1919 si tenne, sponsorizzata dal politico canadese Duncan Campbell Scott, già a suo tempo sostenitore delle imprese belliche di Pegahmagabow per fini di propaganda, una cerimonia per il conferimento ufficiale della Military Medal con due barre, che gli venne appuntata sul petto dal futuro re Edoardo VIII del Regno Unito.
Nel febbraio 1921 fu quindi eletto capotribù di Parry Island, venendo rieletto per un successivo mandato nel 1924. Il suo temperamento focoso lo portava spesso a scontrarsi con l'agente indiano John Daly, inviato governativo del Dipartimento degli Affari Indiani (DIA) presso i nativi Ojibway, che divenne suo attivo oppositore. Pegahmagabow criticò aspramente Daly e il governo canadese per lo strapotere che essi volevano esercitare sulle riserve indiane, nonostante esistessero, in teoria, apposite leggi che ne tutelavano la sovranità (in realtà norme assolutamente pro forma). Daly desiderava che, come successo in passato coi precedenti capitribù, Pegahmagabow si limitasse ad un ruolo di pura rappresentanza, ma il nativo diede una forte risposta nel settembre 1922 incontrandosi con altri capi delle Prime nazioni per coalizzarsi al fine di revisionare i trattati (in realtà poco più che contratti capestro) che legavano i nativi canadesi al governo coloniale.
Presto Pegahmagabow divenne rappresentante dei returned soldier chiefs ("capi-soldato ritornati"), quei nativi canadesi che, tornati dalla Grande Guerra dopo aver sperimentato il cameratismo militare e la democrazia europea, avevano intenzione di autogovernarsi senza più sottostare alle imposizioni delle autorità coloniali, segnatamente l'Indian Act che poneva limitazioni alla libertà di movimento e associazione dei nativi americani. A differenza del governo canadese, che aveva concesso ai nativi l'istituzione di concili politici locali come mera iniziativa di facciata, Pegahmagabow e altri capi avevano intenzione di rendere effettivo il potere di questi organi. La cultura indiana era inoltre minacciata dall'occidentalizzazione e dalla perdita delle sue tradizioni, per la cui conservazione il veterano lottò in continuazione, come anche per la sopravvivenza della lingua ojibwe, sempre più a rischio di estinzione per la diffusione dell'inglese. Altre questioni che contrapponevano i nativi al governo canadese erano i diritti di sfruttamento del legname della riserva, della pesca nelle sue acque e della proprietà delle isole della Georgian Bay nel lago Huron, tradizionalmente territorio abitativo dei nativi. Per questo, nonostante una certa dose di rispetto reciproco in quanto entrambi veterani della Grande Guerra, l'ex-cecchino e l'agente indiano John Daly divennero acerrimi rivali. L'agente riuscì infine ad ottenere la rimozione di Pegahmagabow dal suo ruolo di capotribù il 2 aprile 1925, sfruttando l'animosità di alcuni membri del concilio nativo verso l'ex-militare che gli presentarono contro una mozione di sfiducia subito appoggiata dall'agente indiano. Capendo di non avere più il sostegno della comunità, Pegahmagabow si dimise nell'agosto successivo. Tentò di farsi rieleggere capotribù alla successiva tornata elettorale della riserva nel 1926, ma non ebbe successo.

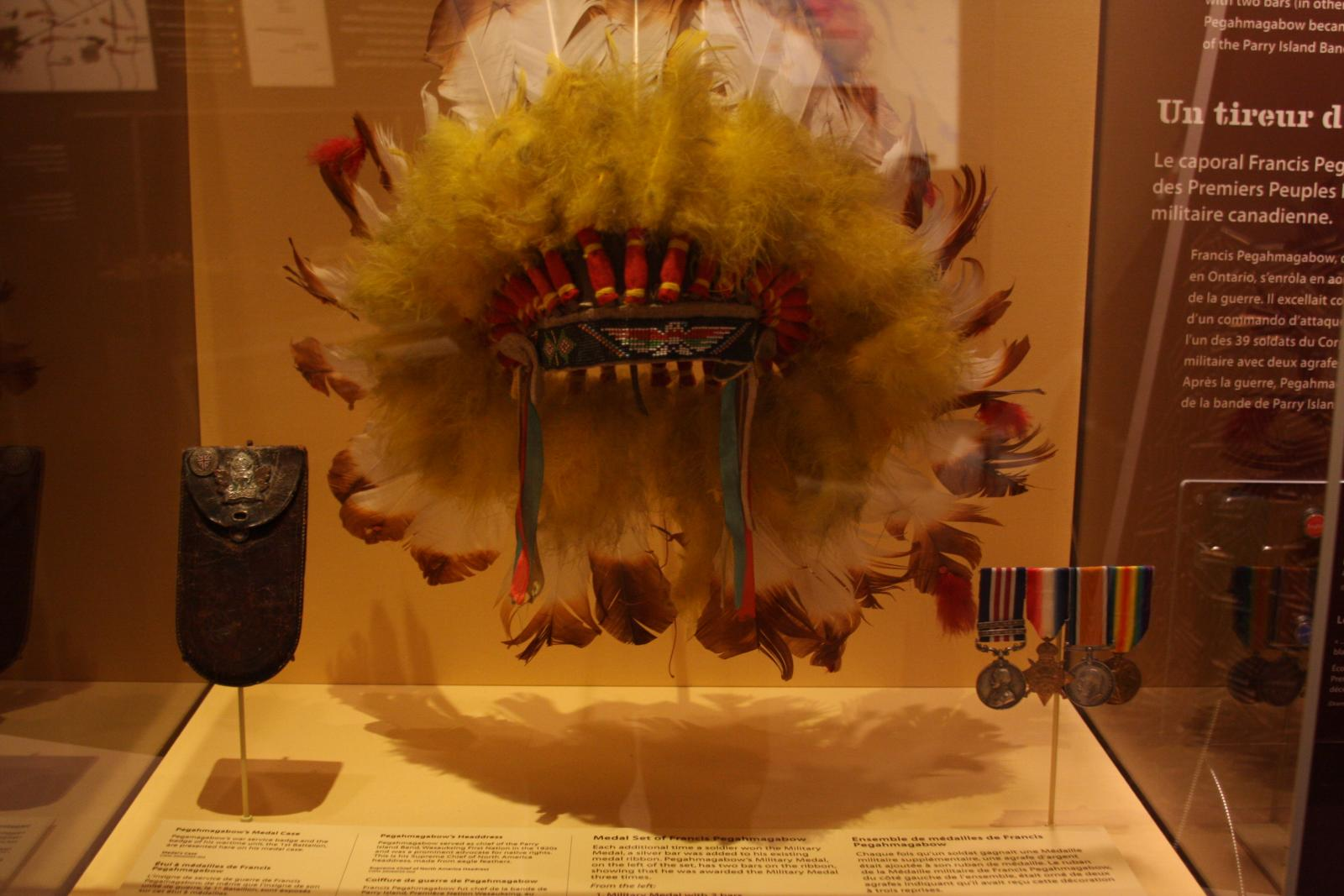
Il cappello di piume da capotribù e le medaglie di Pegahmagabow esposti nel museo di Peterborough

La persistenza di Pegahmagabow nel perorare la causa dei nativi gli alienò del tutto qualsiasi simpatia da parte governativa, tanto che per la sua ostinazione alcuni impiegati del DIA lo giudicarono malato di mente. Nonostante la sua dedizione alla causa nativa, molti degli stessi abitanti della riserva finirono per opporglisi per la sua personalità eccessivamente autoritaria, così come per i suoi tentativi di epurazione della riserva dai meticci, che non considerava membri di diritto della comunità indiana, e per il suo temperamento pessimo e pronto al litigio e agli scatti d'ira. Nonostante ciò, una petizione dei nativi impedì che il DIA interdicesse Pegahmagabow dalla vita politica dopo la sua deposizione nel 1925, permettendo quindi la sua successiva rielezione a capotribù di Parry Island per il periodo 1942-1945.

### Ultimi anni, vita privata e morte
Anche se non più capotribù, Pegahmagabow continuò a far parte del concilio indiano di Parry Island tra il 1933 e il 1936, e durante gli anni 1930 fu segnalato sempre da John Daly come agitatore nelle comunità native sul lago Huron, dati i suoi persistenti tentativi di creare una coalizione nativa. Nonostante la perdita di importanza non fermò il suo attivismo, scrivendo lettere a varie personalità canadesi di spicco per attirare l'attenzione sui diritti civili dei nativi americani. In questi anni cercò di mantenersi fondando una fattoria, incontrando tuttavia numerose difficoltà finanziarie per il rifiuto del governo di concedergli fondi. Dal 1929 cominciò una collaborazione con l'antropologo Diamond Jenness, che lo intervistò ripetutamente per le sue ricerche sui nativi americani, culminate nella pubblicazione del 1935 intitolata The Ojibwa Indians of Perry Island: Their Social and Religious Life.
Dal 1930 al 1936 tornò a servire attivamente nella milizia, finché in quest'ultimo anno il 23º Reggimento di Fanteria di cui faceva parte fu assorbito dal nuovo Reggimento Algonchino, causando il suo congedo. Fu nuovamente mobilitato nel 1940 dopo lo scoppio della seconda guerra mondiale, ottenendo il ruolo di guardia armata in una fabbrica di munizioni a Nobel, presso Parry Sound, venendo al contempo promosso sergente maggiore della milizia canadese. Di nuovo capotribù di Parry Island tra il 1942 e il 1945, durante e dopo l'ultimo mandato trascorse lunghi periodi ad Ottawa guidando manifestazioni contro il governo per i diritti nativi e partecipando alla fondazione del Native Indian Government, una delle prime organizzazioni per l'eguaglianza dei nativi, di cui fu anche a capo tra il 1943 e il 1945.
Si sposò con una donna di nome Eva ed ebbe sei figli, tra cui Marie, Duncan e William. Negli ultimi anni di vita soffrì di dolori addominali e problemi respiratori, strascichi delle ferite riportate durante la Grande Guerra. Morì improvvisamente il 5 agosto 1952 a Parry Sound a causa di un infarto. La sua lapide nel cimitero della riserva indiana inizialmente non recava alcuna menzione delle onorificenze conseguite, finché nel 1997 il Ministero dei Veterani riconobbe la mancanza e provvide a porre una nuova lapide.

## Nella cultura di massa
Le imprese belliche e la vita di Pegahmagabow hanno affascinato numerosi artisti, che ne hanno tratto ispirazione per le loro opere. Una biografia di Pegahmagabow fu realizzata da Adrian Hayes nel 2003, col titolo Pegahmagabow: Life-Long Warrior, riedita nel 2009. Il romanzo Three Days Road di Joseph Boyden (2005), per stessa ammissione dell'autore, è parzialmente ispirato alla vita del cecchino canadese e alla cultura nativa americana. Boyden, anch'egli di discendenza nativa americana, sviluppò l'idea del romanzo per illustrare le radici del movimento per i diritti civili dei nativi in Canada, di cui Pegahmagabow fu uno dei primi esponenti. Nei decenni successivi alla sua morte, spesso i biografi si limitavano a coprire la prima parte della sua vita e le sue attività militari, ignorando oppure sminuendo la successiva lotta politica contro il governo canadese, attività invece ampiamente riconosciutagli nel XXI secolo.
Anche Brian McInnes, pronipote del capotribù, raccogliendo le memorie di Duncan e Marie Pegahmagabow, figli minori di Francis, ha redatto una sua biografia aneddotica in lingua ojibwe, una delle prime opere letterarie significative in tale idioma. Nel 2019 la band power metal dei Sabaton ha pubblicato l'album tematico The Great War, contenente la canzone A Ghost In The Trenches (lett. "Un fantasma nelle trincee") che parla delle imprese belliche di Pegahmagabow.

## Onorificenze

### Onorificenze canadesi
Nel 1967 Pegahmagabow vide per la prima volta riconosciuto ufficialmente il suo ruolo nella lotta per i diritti dei nativi canadesi: fu inserito nell'Indians Hall of Fame e fu tra i soggetti di una mostra dei capi indiani organizzata a Brantford. Francis Pegahmagabow è ricordato come uno dei principali personaggi storici dei popoli Ojibway e Anishinaabe, fungendo da modello per le nuove generazioni.
Le forze armate canadesi hanno nominato il quartier generale del 3º Gruppo di Ricognizione dei Ranger in onore del capotribù, tenendo una solenne cerimonia nell'agosto 2006 presieduta da vari membri della famiglia Pegahmagabow, che in precedenza aveva donato le medaglie dell'avo al Canadian War Museum. Nel 2016 una statua in bronzo di Pegahmagabow è stata inaugurata a Parry Sound in una cerimonia presieduta dal tenente generale dell'esercito canadese Marquis Hainse. Per la sua importanza nella storia indigena, il profilo di Pegahmagabow è stato proposto come immagine da inserire nella nuova versione della banconota da 5 dollari canadesi durante gli anni 2020.